# Rebel·lió del Panís Verd
La rebel·lió del Panís Verd (Green Corn Rebellion) fou un aixecament armat que va tenir lloc a les zones rurals d'Oklahoma el 2 i 3 d'agost de 1917. L'aixecament va ser una reacció per masovers i treballadors agrícoles euroamericans, seminoles, Muscogee Creek i afroamericans radicalitzats quan s'intentà d'aplicar la Llei de conscripció del 18 maig de 1917. El nom, posterior a l'esdeveniment, provindria de la idea dels rebels de nodrir-se de «panís verd» a la brasa camí cap a Washington. El panís verd és un simbol que prové de la tradició dels amerindis a les festes de fi d'estiu quan celebren l'inici de la collita.
Traïts per un infiltrant, els rebels del camp van topar amb una milícia de ciutadans ben armats, amb qui es van intercanviar trets i van morir tres persones. Arran de l'incident, es van realitzar desenes de detencions i el Partit Socialista d'Amèrica, anteriorment fort en la regió, va ser delmat a ulls del públic per haver intentat suposadament fomentar la revolució. L'incident també va ser utilitzat com a pretext per prendre represàlies nacionals contra el sindicat Industrial Workers of the World.

## Història

### Antecedents

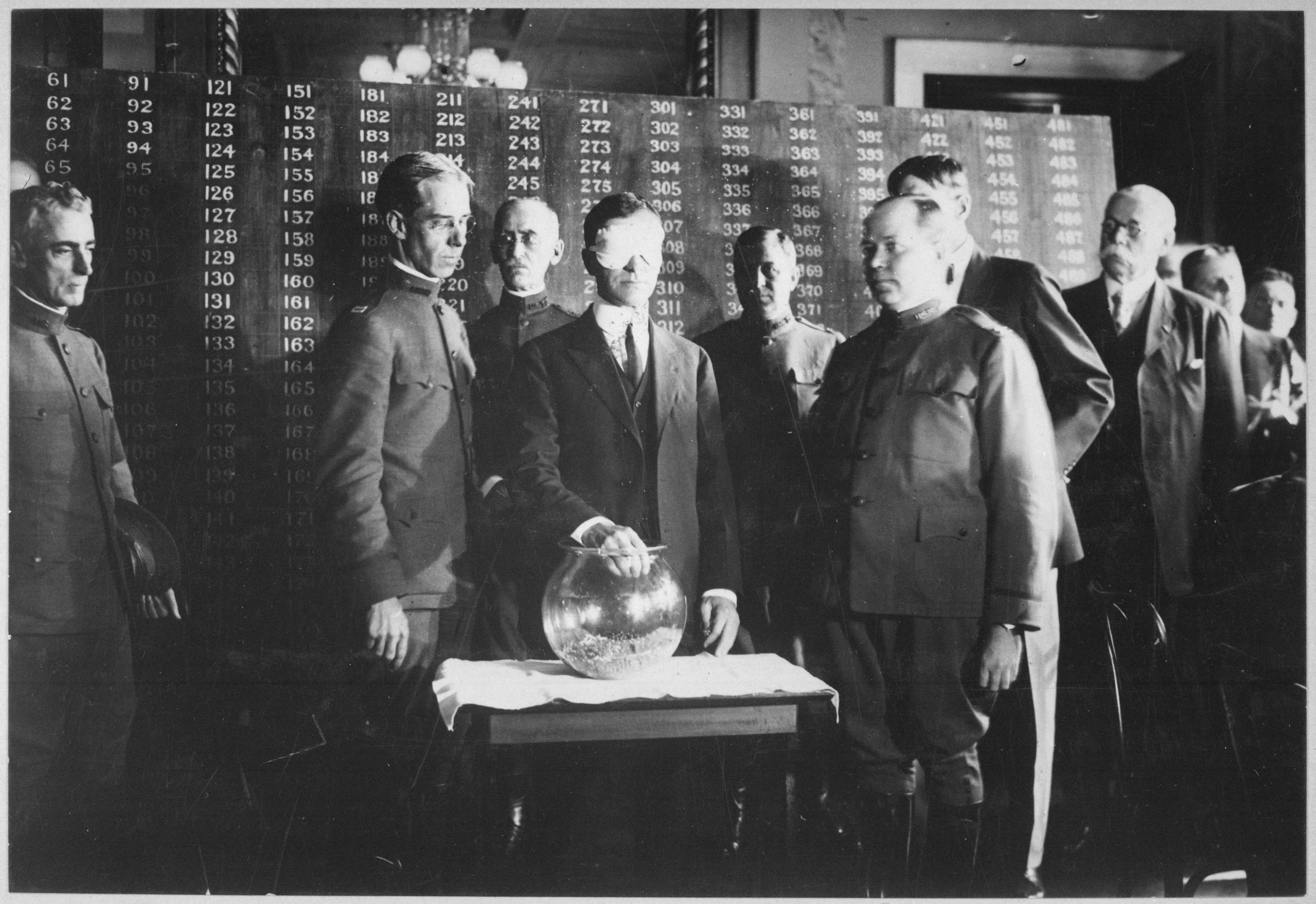
El Secretari de Guerra Newton Baker treu el primer número de la loteria per la conscripció

El 6 d'abril de 1916 el president Woodrow Wilson, poc després de començar el segon mandat, el 2 d'abril de 1917 va advocar a una sessió conjunta del Senat i la Cambra de Representants una declaració de guerra contra l'Imperi Alemany, encara que a la recent campanya electoral hagués fet servir l'eslògan «Ens va mantenir fora de la guerra!». Les dues Cambres del Congrés ràpidament van concedir la sol·licitud. Només quatre dies després, el 6 d'abril van aprovar la declaració de guerra per un marge de 373 a 50 a la Cambra i per 82 a 6 al Senat.
Aquesta decisió del govern dels Estats Units d'entrar a Primera Guerra Mundial va necessitar legislació addicional per organitzar la conscripció de soldats indispensable per reforçar l'exèrcit terrestre i la marina. El 18 de maig de 1917 aprovar la llei de selecció. La llei va cridar tots els joves elegibles arreu del país a allistar-se en un sol dia, el 5 de juny de 1917. Tot i que hi ha hagut protestes aïllades contra el reclutament a alguns centres urbans, l'allistament generalment es va passar de manera ordenada. La gran majoria dels joves nord-americans van acceptar el destí amb «una resignació tranquil·la ».
El 20 de juliol de 1917, amb els ulls embenats Newton D. Baker, secretari de guerra del govern de Wilson, va sortejar dels enllistats els que efectivament havien de començar el servei militar obligatori. Mentrestant, els opositors a la participació nord-americana en la guerra van continuar els seus esforços per canviar el rumb del país, amb manifestacions populars i pamflets. Entre els opositors a la conscripció i la guerra, un dels principals era el Partit Socialista d'Amèrica, que a la seva Convenció Nacional d'abril de 1917 havia declarat «oposició inalterable» a la guerra i va exhortar els treballadors del món a «rebutjar qualsevol suport a les guerres dels governs».

### La situació a Oklahoma
A Oklahoma, un «jove» Estat que havia reincorporat els Estats Units només el 1907 ja hi havia una forta tradició radical de pobres arrendataris del sud-est que en simpatizar o afiliar-se al primer Partit Socialista mil·lenarista esperaven millorar les seves precàries condicions de vida. A les eleccions de 1916, tot i que Woodrow Wilson va poder captar una part del vot antimilitarista cap al Partit Demòcrata, el Partit Socialista va obtenir més d'un quart dels vots al comtat de Seminole i el 22% al veí comtat de Pontotoc.
El Partit Socialista tampoc no va ser pas la única organització activa a la zona. El 1916 una organització d'arrendataris radicals anomenada Working Class Union (WCU) afirmava tenir vint mil membres només a l'est d'Oklahoma. La ideologia del grup barrejava el que un historiador ha anomenat «un confús sindicalisme industrial amb les formes tradicionals d'autodefensa contra les milícies i oposició al servei militar obligatori». Va sorgir com a complement a l'Industrial Workers of the World, una sindicat industrial radical que no acceptava els masovers ni treballadors agrícoles.
Els masovers eren predominantment joves, el grup d'edat més afectat pel servei militar obligatori. El 76% dels agricultors d'Oklahoma menors de 24 anys llogaven la terra, mentre que el 45% de les persones entre 25 i 33 anys van tenir els arrendataris. La majoria dels masovers eren blancs o afroamericans. Molts d'aquests joves «agricultors de la terra» tenien perspectives econòmiques desesperants, acorralats per un sistema de crèdit usurer practicat per les botigues i els gravàmens de cultius substancials imposats pels propietaris. L'esgotament de la terra d'Oklahoma necessitava per generar rendiments comparables el doble d'esforç de treball pels mitgers que a Mississipi i Louisiana. El descontentament es va generalitzar i crides per a solucions radicals van trobar oïdes preparades.
Tot i que el nombre de 35.000 d'afiliats procurat pel mateix WCU sembla exagerat, el 1917 el sindicat nogensmenys era ben establert entre els masovers tot arreu d'Oklahoma. L'organització no era gaire mansa, prenia la forma d'una societat secreta, amb activitats que incloïen ràtzies nocturnes i atacs violents contra adversaris.
L'hostilitat entre els revoltats rurals del WCU i la ciutadania conservadora dels pobles de la regió era alta. A la darreria de 1915 utilitzaven dinamita contra els dipòsits que servien per banyar el bestiar en insecticides molt cars per protestar contra una pràctica imposada que a més de costar molt, alguns pensaven que era tan letal per al bestiar xopat com per a les paparres i altres paràsits que hostejaven. La controvèrsia va ser tenir l'apogeu per un tret d'escopeta disparat per la finestra de la Fiscalia del comtat de Pontotoc a principi de 1916. Els conservadors hi veien un acte de terrorisme polític, mentre que els revoltats veien el tret com una provocació, «part d'una conspiració de funcionaris i dos o tres diaris que mitjançant un fals intent d'assassinat volien arruïnar el Partit Socialista».
Els burgesos, que als discursos dels revoltats radicals havien sofert insults perpetus de «lladres, furtadors i malversadors», eren convençuts que els socialistes i la WCU secreta eren part d'una sola conspiració radical per llançar una revolució tan desitjada en la seva pròpia localitat.
La Nació Muscogee Creek al temps de la rebel·lió era controlada per només 61 creeks mestissos i casats amb blancs. El 3 d'agost marcava la fi de la Cerimònia del Panís Verd dels muscogee creek. A començament d'agost de 1917, abans de la rebel·lió, un gran nombre d'afroamericans, euroamericans i amerindis es van reunir a la granja de Joe i John Spears a Sasakwa per organitzar una marxa sobre Washington DC per acabar la guerra.

### La rebel·lió

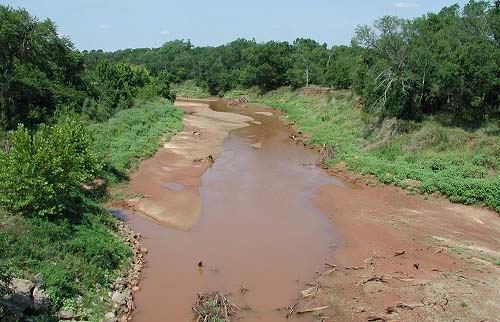
El riu Little, vora Sasakwa (Oklahoma), lloc d'una emboscada a un xèrif del comtat de Seminole

La Rebel·lió del Panís Verd va començar el dijous 2 d'agost de 1917, quan un agutzil del comtat de Seminole i el seu adjunt van ser emboscats prop del riu Little, un afluent del riu Canadian, seguit per ràtzies en què van tallar línies telefòniques i cremar ponts de ferrocarril.
El divendres 3 d'agost, dues setmanes després del sorteig de la lleva a Washington un grup armat es va reunir prop de les fronteres dels comtats de Pontotoc i Hughes al sud-est d'Oklahoma. L'aixecament hauria sigut el resultat de l'agitació de la Working Class Union. Segons un diari haurien cridat els seus partidaris a les armes en un manifest que declarava:
| « | Ara és l'hora de rebel·lar-se contra aquesta guerra amb Alemanya, nois. Nois, ajuntam-nos i no hi anem. La guerra de l'home ric. La lluita de l'home pobre. S'ha acabat la guerra amb Alemanya si no hi vas i JP Morgan & Co en serà el perdedor. La seva gran especulació és l'única causa de la guerra. | » |

Malauradament no s'ha conservat cap document escrit per membres WCU i tota explicació de la mentalitat dels que van prendre les armes s'ha de considerar com especulació d'historiadors. L'historiador Garin Burbank argumenta que la conscripció amenaçava de delmar l'economia familiar en acaparar joves vigorosos indispensables per a la collita de cotó. D'altra banda, Burbank argumenta, les idees socialistes havien trobat el seu marc a Oklahoma, amb molts masovers pobres que van adherir a la idea que la guerra europea era poc més que una empresa comercial capitalista a escala més gran, en constatar la realitat quotidiana d'explotació als camps d'Oklahoma.
Per resumir, la gent del camp veia el servei militar obligatori com una incursió en els seus drets, i es van rebel·lar per evitar que el govern els llevés llurs fills.
S'estima que uns huit cents o mil rebels armats, «la gran majoria nord-americans de soca-rel», es van reunir a la vora meridional del riu Canadian i van planejar dirigir-se cap a l'est, i van nodrir-se de la terra mentre marxaven. Menjarien «panís verd» i carn a la brasa pel camí, com es va dir més tard, i finalment d'unirien a milers i milers de companys amb idees afins. Esperaven marxar junts a Washington per deposar Woodrow Wilson, derogar la llei de conscripció i acabar amb la guerra.
Aquests plans, si és que es pot parlar de plans al cas de tal esquema tan espontani, a l'instant van ser traïts per un infiltrant a les autoritats locals. Es va llevar una milícia de burgesos que es va dirigir a les ribes del riu per topar amb els revolucionaris. L'anomenada revolta va acabar en anticlímax, com assenyala l'historiador Garin Burbank:
| « | En veure avançar la milícia dels ciutadans, els camperols van disparar alguns trets inconnexes i van fugir en desordre. Va ser la fi patètica de la resistència contra les incursions de l'autoritat política exterior. | » |

L'incident havia acabat i en unes poques hores va ser seguit per detencions en massa dels participants.

### Conseqüències i llegat

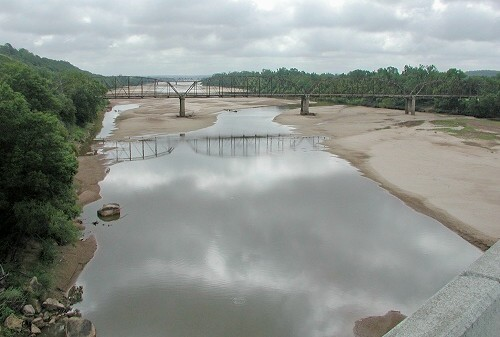
El riu Canadian al sud-est d'Oklahoma, prop de la ubicació de l'avortada rebel·lió

Tres persones van morir en la rebel·lió del Panís Verd d'agost de 1917, un dels quals fou Clifford Clark, un mitger afroamericà. Vora 450 persones foren detingudes en relació amb l'incident, de les quals 266 foren alliberades sense càrrecs. Es van presentar càrrecs contra 184 participants, dels quals 150 van ser condemnats o es van declarar culpables, van rebre penes de presó que van anar de 60 dies a deu anys. Les persones considerades líders de l'aixecament van rebre les penes més dures.
Mentre que la majoria acabaren en llibertat condicional o indultats després d'un curt període, cinc homes encara romanien a la presó federal de Leavenworth, el febrer de 1922.
L'anomenada «rebel·lió» va ser utilitzada com una arma en contra del Partit Socialista d'Oklahoma, que fou culpat per l'incident malgrat els seu caràcter en gran part espontani i els orígens externs. Aquest va ser una en una sèrie d'esdeveniments que va sotscavar el moviment socialista americà i va alimentar la First Red Scare, una ona de fòbia del «roig», de por del bolxevisme i de l'anarquisme.
L'Industrial Workers of the World compartí el pes de la indignació popular, tot i que l'organització no va prendre part en la revolta del Panís Verd i estava relacionat amb la WCU només en virtut que aquest últim grup s'havia format en resposta a la negativa de l'IWW d'organitzar els masovers. L'IWW encara va ser culpat de cada acció de la WCU, però, i la rebel·lió del Panís Verd es va utilitzar en última instància com una justificació per a noves mesures contra l'IWW a nivell federal.
Una anciana seminola-muscogee creek relatà a Roxanne Dunbar-Ortiz que el seu oncle havia estat empresonat després de la rebel·lió. Va testimoniar: «La lluna plena de final de juliol, a principi d'agost que era, la Lluna del panís verd. No va ser fàcil convèncer els nostres germans pobres blancs i negres d'aixecar-se. Els vam dir que si ens alcem dempeus, siguin quines siguin les conseqüències, inspiraria les generacions futures. La nostra valentia, el nostre coratge, seria recordat i copiat. Aquesta ha estat la via dels indis durant segles, des de les invasions. Lluitar i explicar la història de manera que els que vinguin després o els seus descendents s'aixequin una vegada més. Poden passar mil anys, però així és com seguim i finalment prevaldrà.»
La novel·la de William Cunningham The Green Corn Rebellion, publicada el 1935 dona un relat literari de l'avortada revolta i va ser reeditada el 2010.
Sam Marcy, fundador del Workers World Party veu la Rebel·lió del Panís Verd com un exemple ideal de la lluita de la classe obrera contra la guerra al seu llibre The Bolsheviks and War publicat el 1985. El 2017 es va celebrar el centenari de la rebel·lió amb records als mitjans i la creació d'un web per publicar documents històrics i estudis nous sobre l'esdeveniment.